# Eduardo Augusto de Menezes
Eduardo Augusto de Menezes (Niterói, 14 de novembro de 1857 – Rio de Janeiro, 27 de março de 1923) foi um médico brasileiro.
Doutorado em medicina pela Faculdade de Medicina do Rio de Janeiro em 1882, defendendo a tese “O valor das injeções hipodérmicas”. Foi eleito membro da Academia Nacional de Medicina em 1885, com o número acadêmico 134, na presidência de Agostinho José de Sousa Lima.